# Мариан Спихалски
Маршал Ма̀риан Спиха̀лски (на полски: Marian Spychalski) е полски военен, политик, комунистически деец и архитект. Министър на отбраната в периода 1956 – 1968 година и председател на Държавния съвет на Полската народна република от 1968 до 1970 година.

## Биография
Мариан Спихалски е роден на 6 декември 1906 г. в Лодз, в работническо семейство. Завършва Варшавския технологичен университет през 1931 г. със специалност инженер-архитект. Същата година става член на Полската комунистическа партия (ПКП).
До избухването на войната работи по специалността си в Познан и Варшава, като от 1935 г. е ръководител на отдел към общинския съвет в столицата. От 1942 членува в Полската работническа партия (ПРП) и заема високи длъжности във военните и крила Народна гвардия и Народна армия.
В годините 1944 – 1945 е кмет на Варшава. След обединението на ПРП и Полската социалистическа партия (ПСП) през 1948 г. е част от новосъздадената Полска обединена работническа партия (ПОРП). На следващата година е свален от всички държавни позиции и е изключен от централния комитет на партията. В периода 1951 – 1956 г. е в затвора по обвинение за сътрудничество с разузнаването на Армия Крайова.
След като през март 1956 г. е освободен и реабилитиран, през ноември същата година е назначен за министър на отбраната, като на тази длъжност престоява до 1968 г. В 1961 г. завършва Академията на Генералния щаб. На 9 октомври 1963 г. е издигнат във военно звание маршал. В годините 1968 – 1970 заема почетната длъжност председател на Държавния съвет на Полша. Умира на 7 юни 1980 г. във Варшава и е погребан на военното гробище в квартал Повонзки.